# I liga polska w piłce nożnej (1950)
I liga w piłce nożnej 1950 – 16. edycja najwyższych w hierarchii rozgrywek ligowych polskiej klubowej piłki nożnej. Rozgrywki były określane jako I Liga oraz jako I Klasa Państwowa.
| Poziomy rozgrywkowe w sezonie 1950 | Poziomy rozgrywkowe w sezonie 1950 | Poziomy rozgrywkowe w sezonie 1950 |
| Rozgrywki                          | P                                  | Nazwa                              |
| ---------------------------------- | ---------------------------------- | ---------------------------------- |
| Centralne                          | I                                  | I liga                             |
| Centralne                          | II                                 | II liga                            |
| Okręgowe (20 okręgów)              | III                                | A klasa                            |
| Okręgowe (20 okręgów)              | IV                                 | B klasa                            |
| Okręgowe (20 okręgów)              | V                                  | C klasa                            |

Tytuł obroniła Gwardia Kraków mimo porażki w ostatniej kolejce ligowej z Górnikiem Radlin (2:1), który w tym sezonie był absolutnym beniaminkiem ligi.
Z I ligi zostały zdegradowane ostatni w tabeli Górnik Bytom oraz przedostatni Związkowiec Poznań, którego lepszym bilansem bramkowym wyprzedził CWKS Warszawa.
Królem strzelców sezonu został Teodor Anioła (Kolejarz Poznań): 20 goli.

## Tabela
| M  | Nazwa klubu            | Mecze | Punkty | Bramki | Zw.-Rem.-Por. |
| 1  | Gwardia Kraków (m)     | 22    | 33     | 51-17  | 16-1-5        |
| 2  | Unia Chorzów           | 22    | 32     | 50-24  | 14-4-4        |
| 3  | Kolejarz Poznań        | 22    | 26     | 52-37  | 11-4-7        |
| 4  | Ogniwo MPK Kraków      | 22    | 23     | 32-29  | 9-5-8         |
| 5  | Górnik Radlin (b)      | 22    | 23     | 33-31  | 10-3-9        |
| 6  | Związkowiec Kraków (b) | 22    | 23     | 38-39  | 9-5-8         |
| 7  | Kolejarz Warszawa      | 22    | 21     | 40-46  | 8-5-9         |
| 8  | Budowlani Chorzów      | 22    | 19     | 32-29  | 6-7-9         |
| 9  | ŁKS-Włókniarz Łódź     | 22    | 19     | 36-46  | 8-3-11        |
| 10 | CWKS Warszawa          | 22    | 18     | 38-40  | 7-4-11        |
| 11 | Górnik Bytom           | 22    | 18     | 33-64  | 7-4-11        |
| 12 | Związkowiec Poznań     | 22    | 9      | 18-51  | 2-5-15        |

Legenda:
|     | Mistrz Polski     |
|     | Spadek do II ligi |
| (m) | obrońca tytułu    |
| (b) | beniaminek        |

- Zmiany nazw:

4) Ogniwo-Cracovia zmieniła nazwę na Ogniwo MPK.
10) Legia zmieniła nazwę na CWKS Warszawa (w listopadzie 1949).
12) przed startem sezonu Warta Poznań zmieniła nazwę na Związkowiec.

## Najlepsi Strzelcy
| Gole | Strzelcy        | Drużyny         |
| ---- | --------------- | --------------- |
| 21   | Teodor Anioła   | Kolejarz Poznań |
| 19   | Stanisław Baran | ŁKS-Włókniarz   |
| 18   | Gerard Cieślik  | Unia Chorzów    |

- Inne źródła podają przy Aniole 20 goli np.[6]

## Klasyfikacja medalowa mistrzostw Polski po sezonie
Tabela obejmuje wyłącznie zespoły mistrzowskie.
|    | Klub             |   |   |   |
| -- | ---------------- | - | - | - |
| 1. | Cracovia         | 5 | 2 | 1 |
| 2. | Ruch Chorzów     | 5 | 1 | 2 |
| 3. | Wisła Kraków     | 4 | 6 | 5 |
| 4. | Pogoń Lwów       | 4 | 3 | 0 |
| 5. | Warta Poznań     | 2 | 5 | 7 |
| 6. | Polonia Warszawa | 1 | 2 | 1 |
| 7. | Garbarnia Kraków | 1 | 1 | 0 |